# Іван Тимковський (поет)
Іван Тимковський (1778 — 1808) — поет та перекладач в Російській імперії кінця XVIII — початку XIX ст.
Брат педагога Іллі Тимковського та професора філології Романа Тимківського. Навчався в Київській духовній академії, закінчив Імператорський Московський університет з трьома медалями.

## Життєпис
Служив у канцелярії графа Михайла Воронцова, а потім у законодавчій комісії. Іван Тимковський перекладав з німецької та англійської мов і поміщав свої оригінальні вірші та переклади у почасових виданнях того часу.
У «Приємному та корисному проведенні часу» ним вміщено за 1796 рік «До пишної гробниці » (частина XII, сторінка 97); за 1797 рік: "Думки прекрасної вдови про квіти", переклад з німецької мови (ч. XIV, стор 17), «Виписки з арабського рукопису» (ч. XIV, стор 38), «Суд», переклад з німецької (ч. XIV, стор 49), «Подоба особи, справжня подія в Німеччині» (ч. ХТ, стор 49); за 1798: «Приємний вечір при місячному сяйві», переклад з німецької (ч. XIX, стор 209), «Ранок у Вільденфельді», переклад з німецької («Приємне та корисне проведення часу», стор. 363), «Маркелл із Сіракуз», з Т. Лівія, книга XXV, глава 24, («Приємне та корисне проведення часу», стор 382), «Милий кавалер» (ч. XX, стор 20), «Кончина Фокіонова» вірш, («Приємне і корисне проведення часу», стор 125), «До місяця», вірш., (Стор. 140)  .
В «Іпокрені, або Утіхи любослів'я» за 1799 він опублікував: «Сцени 31 грудня 1798 року», вірш (ч. І, стор. 125), «Стомлений мандрівник» («Іпокрена, або Втіхи любослів'я», стор. 151).
Свої журнальні статті підписував скороченим ім'ям І-ч Тмквськ. або Т-й.
Крім того Тимковський окремо видав: "Природа і любов ", твір Мільтенберга, переклад (Москва, 1799), "Життя Катерини Великої", праця барона Танненберга (Москва, 1801, 2-е вид. СПб. 1804), "Секретар новий чи повний письмовник, що містить у собі повне повчання, як належним чином навчити себе письмовій мові», 2 частини (Москва, 1801), «Повне зібрання творів Соломона Ґеснера», 4 частини (Москва, 1802—1803).
Іван Тимковський помер зовсім молодим в 1808, на 30-му році життя, так і не розкривши більшість своїх талантів .